# Queen City (Texas)
Queen City é uma cidade localizada no estado norte-americano do Texas, no Condado de Cass.

## Demografia
Segundo o censo norte-americano de 2000, a sua população era de 1613 habitantes.
Em 2006, foi estimada uma população de 1581, um decréscimo de 32 (-2.0%).

## Geografia
De acordo com o United States Census Bureau tem uma área de
9,4 km², dos quais 9,3 km² cobertos por terra e 0,1 km² cobertos por água.

## Localidades na vizinhança
O diagrama seguinte representa as localidades num raio de 28 km ao redor de Queen City.